# Chaudfontaine
Chaudfontaine ist eine Gemeinde in der Provinz Lüttich in der Wallonischen Region in Belgien mit insgesamt 20.600 Einwohnern (Stand 1. Januar 2024) und einer Fläche von 25,52 km². Die einzelnen Ortschaften sind Vaux-sous-Chèvremont, Beaufays, Embourg und Chaudfontaine.

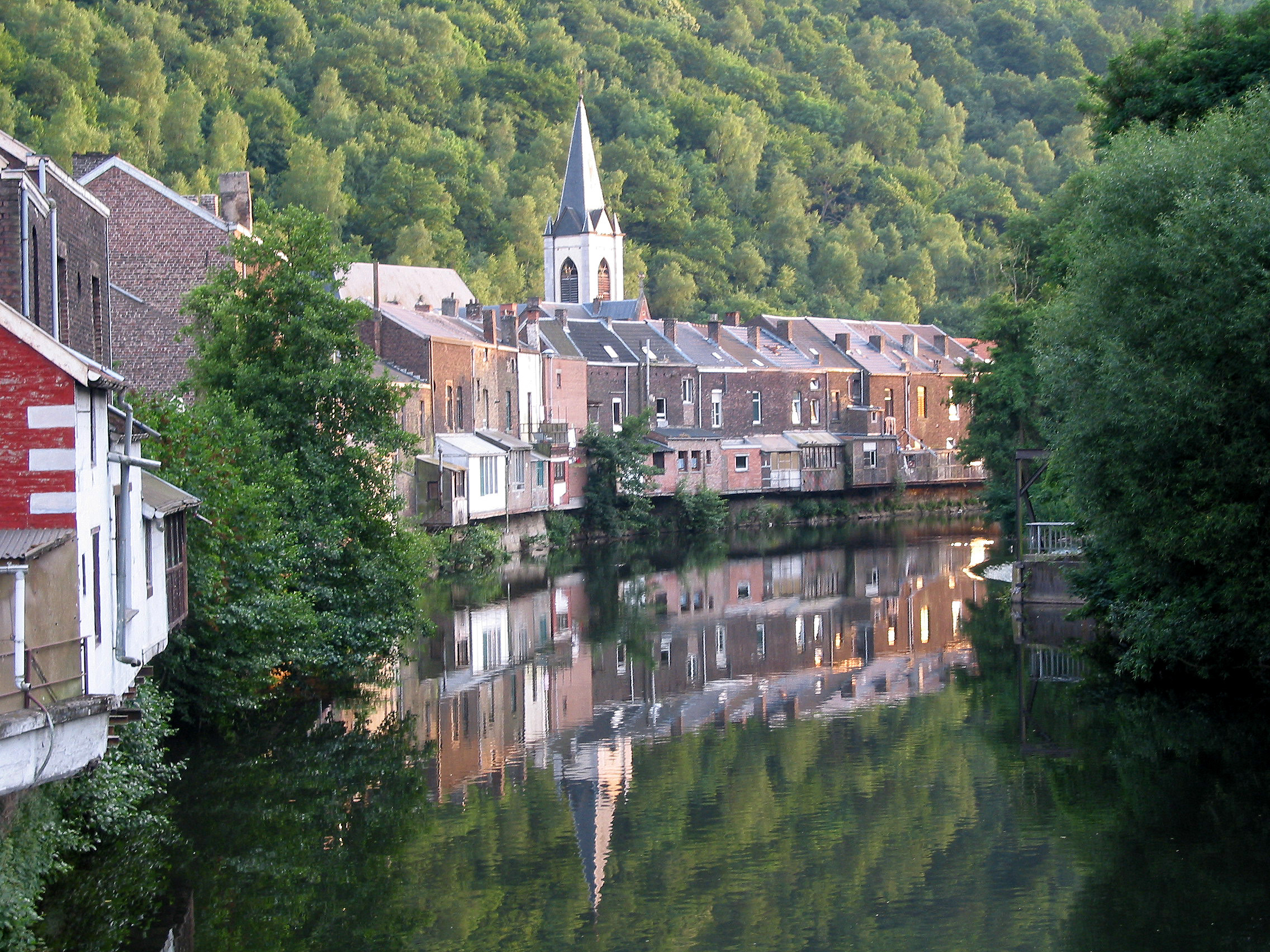
Die Vesdre in Chaudfontaine

Chaudfontaine (zu Deutsch: Heiße Quelle) ist Belgiens einziger Kurort mit Thermalquellen. Diese werden seit 1676 genutzt. Zu Beginn des 18. Jahrhunderts zogen Lütticher Kanonengießer und Waffenschmiede in ländliche Gegenden; dies leitete das Wachstum des Ortes ein. Um 1715 wurde eine Kapelle errichtet, die den Kurgästen und der Bevölkerung als Andachtsraum diente. Im 19. Jahrhundert kamen Walzwerke und der Abbau des im Tal der Vesdre reichlich vorkommenden Kalksteins hinzu.
Überregional bekannt ist der Ort außerdem für die gleichnamige Quellwassermarke Chaudfontaine, die seit 2003 von Coca-Cola vertrieben wird.
Beaufays wird bereits im 12. Jahrhundert als Standort eines Klosters erwähnt.
Embourg wurde um  556 durch Sankt Monulphus, Bischof von Tongeren, begründet.
In Vaux-sous-Chèvremont waren seit Beginn des 18. Jahrhunderts Kohlebergwerke, Glashütten und Hammermühlen bekannt.
Chaudfontaine hat einen Haltepunkt an der Bahnstrecke Aachen–Lüttich, hier halten Züge der S-Bahn Lüttich.
Im Juli 2021 wurde die Gemeinde stark vom Hochwasser in West- und Mitteleuropa 2021 getroffen. Innenministerin Annelies Verlinden rief den nationalen Notstand aus und besuchte Chaudfontaine gemeinsam mit König Philippe und Königin Mathilde.